# Karl Denke
Karl Denke  (Ziębice, 11 de fevereiro de 1860 – Ziębice, 22 de dezembro de 1924) foi um assassino em série alemão.
Denke nasceu em Münsterberg, Silesia no reino da Prussia (agora Ziebice na Polónia). Aos 12 anos fugiu de casa, pouco mais se sabe sobre a sua infância. Contudo, na sua vida adulta trabalhou como tocador de órgão numa igreja local e era amado pela comunidade. Denke deixou de ser membro da igreja em 1906.
Em 20 de dezembro de 1924, Denke foi preso após atacar um homem em sua casa com um machado. A polícia investigou a casa de Denke e descobriu carne humana em grandes jarros com sal. Um livro continha detalhes de, pelo menos, 42 pessoas que Denke tinha assassinado e canibalizado entre 1914 e 1918. Foi ainda dito que chegou a vender a carne das suas vítimas no mercado de Breslau (hoje Wroclaw) como se fosse carne de porco.
Dois dias depois de ter sido preso, Denke enforcou-se na sua cela.

## Outras leituras
- Blazek, Matthias (2009). «Karl Denke». Carl Großmann und Friedrich Schumann – Zwei Serienmörder in den zwanziger Jahren. Stuttgart: [s.n.] pp. 133–34. ISBN 978-3-8382-0027-9
- Martingale, Moira (1993). Cannibal Killers: The Impossible Monsters. London: Robert Hale. pp. 34–35. ISBN 0-7090-5034-8